# Drassodes mauritanicus
Drassodes mauritanicus är en spindelart som beskrevs av Denis 1945. Drassodes mauritanicus ingår i släktet Drassodes och familjen plattbuksspindlar. Inga underarter finns listade i Catalogue of Life.